# Gospodarstvo Srbije
Gospodarstvo Srbije predstavlja nacionalno gospodarstvo Republike Srbije. Riječ je o gospodarstvu koje je u razdoblju od 1945. do 1989. bilo centralističko plansko a činilo je dio zajedničkog gospodarstva Jugoslavije.
Najvažnije industrijske zone nalaze se u Beogradu te području uz zapadnu Moravu, između Užica na zapadu preko Čačka i Kraljeva do Kruševca i Niša na istoku.

## Kratka povijest gospodarstva

### Razdobje 1990-ih
Raspadom SFRJ dolazi do ratnih zbivanja u Hrvatskoj i BiH zbog čega UN počinje provoditi ekonomske sankcije a zbog sukoba na Kosovu dolazi do zračnih napada NATO snaga 1999. godine. Ti faktori stvorili su goleme negativne posljedice na gospodarstvo koje je tijekom 1990-ih obilježeno hiperinflacijom i trgovinskom izolacijom. Tijekom same vojne agresije na susjedne zemlje u prvoj polovici 1990-ih, nacionalni BDP je sveden na svega 40% predratnoga. Spomenuto NATO-vo bombardiranje je dobrim dijelom uništilo prometnu infrastrukturu ali i postojeće industrijske pogone čime je procijenjena šteta iznosila više od stotinu milijardi dolara.
1993. godine Srbija s Crnom Gorom ulazi u povijest kao zemlja s najvišom stopom inflacije u svjetskim razmjerima a koja premašuje iznos od preko 300%. U razdoblju od svega tri godine (1990. – 1993.) porasla je stopa nezaposlenosti za 28% (sa 17 na 45%) dok su mnoge industrije propale. Tako je potkraj 1990-ih zatvoreno oko 20.000 industrijskih pogona koji su činili oko 1/3 ukupnog broja u zemlji. Također, izvoz je zbog ekonomskih sankcija smanjen za 3/4 dok se uvoz prepolovio.
Vlada tadašnje SR Jugoslavije pokušala je stabilizirati padajuće gospodarstvo određenim antiinflacijskim mjerama početkom 1994. Pomoću njih uveden je novi dinar s odnosom 1:1 prema njemačkoj marki, međutim, nastavak agresije na Hrvatsku i BiH je produbio gospodarsku krizu i produljio gospodarske sankcije. Jednim od najvećih gubitaka za zemlju pokazalo se iseljavanje više od četvrt milijuna mladih i obrazovanih ljudi koji su tijekom ratnih zbivanja emigrirali u zapadnu Europu, Australiju i SAD.

### Razdobje nakon 1990-ih
Oporavak gospodarstva započeo je nakon svrgavanja Slobodana Miloševića i njegova režima 2000. godine. Prošavši razdoblje teške ekonomske krize iz 1990-ih, srpsko gospodarstvo se početkom 2000-ih postepeno razvija modernizacijom i privatizacijom te se uključuje na vanjsko tržište. To čini sporazumom o slobodnoj trgovini s Rusijom, pristupanjem u CEFTA-u i dr. Time je došlo do određenih pomaka koji se u prvoj polovici 2000-ih vide u rastu BDP-a od 5,5% na godišnjoj razini.
Također, u zemlji je provedena privatizacija kako bankarskog sektora (koji je 70% u stranom vlasništvu) tako i nacionalog telekomunikacijskog operatera Telekoma Srbije koji je prodan norveškom Telenoru.

## Gospodarstvo

### Industrija
U Kragujevcu se nalazi koncern Crvena Zastava koji čini automobilsku i vojnu industriju. Budući da se u okolici Bora nalaze nalazišta bakra ondje je izgrađena i talionica tog metala dok je u Smederevu željezara. U beogradskoj prijestolnici nalaze se farmaceutska i obućarska industrija dok je proizvodnja keramike i stakla smještena u Aranđelovac odnosno Zaječar. Na području Vojvodine smještena je prehrambena industrija odnosno u gradovima Novi Sad, Subotica, Vršac i Zrenjanin.
Strojogradnja se većinom temelji na proizvodnji traktora i drugih poljoprivrednih strojeva u Rakovici, Zemunu, Novom Sadu i Subotici dok se u Kraljevu proizvode željeznički vagoni. Budući da su u Vojvodini otkrivena manja ležišta sirove nafte, u Pančevu i Novom Sadu se nalaze rafinerije za preradu tog energenta.

#### Automobilska industrija
O važnosti automobilske industrije dovoljno govori činjenica da ona zauzima prvo mjesto u nacionalnom izvozu čineći 18% ukupnog izvoza. Među najznačajnije automobilske proizvođače spadaju Fiat automobili Srbija (bivša Zastava Automobili), Ikarus i FAP. Ta grana industrije u Srbiji ima tradiciju dugu 70 godina a počeci su vezani uz 1939. kada je tvrtka Zastava Automobili započela s licencnom proizvodnjom Fiatovih automobila u Kragujevcu.

#### Vojna industrija
Vojna industrija Srbije jedna je od glavnih industrija u zemlji a ona uključuje proizvodnju oružja i streljiva a čine ju tvrtke Zastava Arms, PPU, Utva, Sloboda Čakak, Krušik Valjevo i dr. Zemlja ima dugu povijest proizvodnje oružja koja je zadržana i danas. Primjer tome je tadašnja Zastava Oružje koja je osnovana 1853. u Kragujevcu gdje je postojala ljevaonica topova. Tu si i FOMU odnosno današnji Prvi partizan Užice koji od 1928. proizvodi streljivo te UTVA čija proizvodnja zrakoplova (u to vrijeme zračnih jedrilica) datira iz 1937. Osim njih postoji i državna tvrtka Yugoimport SDPR koja je namijenjena uvozno-izvoznim poslovima oružja na inozemno i tuzemno tržište.
Zastava svoj proizvodni asortiman plasiran u preko 40 zemalja diljem svijeta dok PPU izvozi streljivo u vrijendosti preko stotinu milijuna dolara na godišnjoj razini. Time je Prvi partizan tijekom 2016. bio treći najveći strani izvoznik streljiva na američkom tržištu, iza južnokorejske i talijanske konkurencije.
Ipak, postoji i lošija strana a to je da je vojna industrija u velikim dugovima dok su proizvodni pogoni i oprema zastarjeli za današnju proizvodnju. Zbog toga je Vlada Srbije odlučila ući u proces revitalizacije te industrije.

### Poljoprivreda
Poljoprivreda je dugo vremena bila temelj nacionalnog gospodarstva dok je Vojvodina tradicionalno bila najvažnije poljoprivredno područje. Oko 36% površine je pod oranicama dok 21% otpada na livade i pašnjake. Preko 3/4 poljoprivrednog zemljišta je u privatnom vlasništvu dok se najviše uzgajaju kukuruz, pšenica, šećerna repa, suncokret, krumpir, lan te povrće i voće. Od voća prevladava uzgoj šljive, malina (1/3 svjetskog uzgoja), jabuka, breskvi i marelica. Zemlja je jedan od vodećih izvoznika smrznutog voća dok se na malenim površinama uzgajaju raž i zob.
Vinogradarstvo je razvijeno na Fruškoj gori, dijelovima Šumadije i južnom Pomoravlju. U zemlji je 53.000 ha pod vinogradima.

#### Stočarstvo
U zemlji je razvijeno i stočarstvo, u prvom redu govedarstvo, ovčarstvo i svinjogojstvo. Ipak, Srbija bilježi trend smanjenja broja stoke. Razlog tome je da se poljoprivredom uglavnom bave starci, opada broj stoke dok je mehanizacija zastarjela. Zbog toga se stočni fond godišnje smanjuje za 3%.

### Rudarstvo
Srbija ima i znatna rudna bogatstva. Na sjeveru zemlje nalaze se ležišta ugljena dok su manja ležišta sirove nafte i zemnog plina otkrivena u Vojvodini. Također, u Srbiji se nalaze jedna od najvećih europskih nalazišta bakra (rudnici kraj Majdanpeka i Bora). Na sjeverozapadu zemlje se vadi željezna ruda a u okolici Krupnja antimon (1/10 svjetskih zaliha). U dolini rijeke Kolubare i istoku Srbije nalaze se lignit i bitumen. Također, postoje i manja nalazišta kroma, boksita i magnezita a među omalena rudna bogatstva spadaju i zlato, srebro, olovo, cink i nikal.
Osim rudnog, Srbija obiluje i šumskim bogatstvom te građevnim kamenom.

### Turizam
Zemlja ima veliki turistički potencijal jer se osim prirodnih ljepota ondje nalazi i mnogo kulturno-povijesnih spomenika te lječilišta i toplica u unutrašnjosti zemlje (Niška Banja, Vrnjačka Banja, Sokobanja i dr.). Tijekom 1990-ih prihodi od turizma su znatno opali kao i broj stranih gostiju.

## Vanjska trgovina
Srpski izvoz je uglavnom baziran na europsko tržište, odnosno na područje zapadne Europe i Balkana. Tako je izvoz u tim regijama tijekom 2016. godine činio preko 40% cjelokupnog izvoza.
U odnosu na izvoz, zemlja ostvaruje trgovinski deficit jer veličina uvoza premašuje izvoz. Prema procjenama CIA-inog Factbooka uvoz je za 2016. godinu iznosio 19,24 milijardi dolara. Najviše se uvozi iz Njemačke, Italije i Kine, gotovo 1/3 ukupnog uvoza.

## Vanjske poveznice
- Srbija Proleksis enciklopedija
- Srbija Hrvatska enciklopedija